# Néa Michanióna
Néa Michanióna (grec moderne : Νέα Μηχανιώνα) est une localité située dans le dème de Thermaïkós, dans le district régional de Thessalonique, dans la periphérie de Macédoine-Centrale, en Grèce.
Selon le recensement de 2011, elle compte 8 775 habitants.